# Arhopala phryxus
Arhopala phryxus is een vlinder uit de familie van de Lycaenidae. De wetenschappelijke naam van de soort is voor het eerst geldig gepubliceerd in 1832 door Boisduval.